# Alfons II. (Neapel)

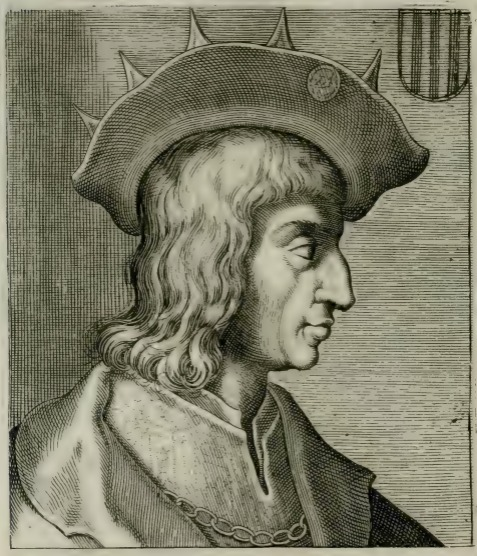
Alfons II. von Neapel

Alfons II. von Neapel (* 4. November 1448; † 18. Dezember 1495 in Messina) war König von Neapel vom 25. Januar 1494 bis zum 23. Januar 1495.

## Leben
Er war das älteste Kind von Ferdinand I. von Neapel und der dritte König aus dem Hause Aragon auf dem neapolitanischen Thron. Seine erste Frau war Hippolyta Maria Sforza (ital. Ippolita), seine zweite Frau Trogia Gazzela.
Seine Mutter Isabella von Clermont (ital. Chiaromonte) war die Tochter von Tristan de Clermont, dem Graf von Copertino und Caterina Orsini del Balzo aus der römischen Adelsfamilie Orsini und starb 1465. Sein Vater Ferrante, deutsch: Ferdinand I. wurde 1458, als Alfons 10 Jahre alt war, durch das Testament von Alfons V. von Aragón König.
1463, als Alfons II. 15 Jahre alt war, starb sein Großonkel Giovanni Antonio Orsini del Balzo, der Fürst von Tarent, wodurch er einige Gebiete erbte.
Um den neapolitanischen Thron (nominell und faktisch ein Lehen des Papstes) hatte sich schon mit der Thronbesteigung von Alfonsos Vater ein heftiger Streit mit dem französischen Haus Anjou entspannt, die sich ebenfalls als rechtmäßige Erben der Krone sahen. Ludovico Sforza, der den Schwiegersohn Ferrantes Gian Galeazzo Sforza von der Mailänder Herrschaft verdrängt hatte, schmiedete 1493 mit der tatkräftigen Hilfe seines Bruders, dem Kardinal und päpstlichen Vizekanzler Ascanio Sforza, eine weitreichende Allianz, der zunächst Mailand, Venedig und der Papst Alexander VI. angehörten. (Aufgrund zahlreicher Zugeständnisse, die der Papst bei seiner Wahl machen musste, stand dieser in den ersten Jahren seines Pontifikates völlig unter dem Einfluss der Sforza.) Dieser Liga sollte später König Karl VIII. von Frankreich beitreten, der eine militärische Expedition nach Italien führen sollte, und Neapel erobern. Als Karl den burgundischen Erbfolgekrieg (gegen Maximilian I. mit dem Frieden von Senlis im Mai 1493) beenden konnte, hatte er die Hände für einen italienischen Feldzug frei.
In der Zwischenzeit jedoch konnte Ferrante den Papst zum Ausscheren aus der Liga gegen Neapel bringen, in dem er seine Tochter Sanchia von Aragon mit dem Sohn des Papstes Jofré Borgia verlobte, diesem den Titel eines Fürsten von Squillace verlieh und darüber hinaus weitere Lehen zusicherte. Als Ferrante am 25. Januar 1494 starb, bemühte sich sein Sohn daher, recht rasch vom Papst mit Neapel belehnt zu werden. Man wurde bald handelseins, und bereits im März nahm der Papst den Treueeid des Herzogs von Kalabrien, der Alfons bis dahin gewesen war, entgegen – wie auch die in der Belehnungsbulle vorgeschriebenen Zahlung von 200 000 Golddukaten und einige weitere Lehen für die Kinder des Papstes. Im Mai fanden die offiziellen Krönungsfeiern in Neapel statt, ebenso wie die Hochzeit zwischen Jofré und Sanchia. In dieser Situation – Karl VIII. hatte sich mittlerweile entschieden, nicht mit einer Flotte Neapel anzugreifen, sondern mit seinem Heer über Land zu marschieren – versuchte Alfonso, unter ausdrücklicher Billigung und Unterstützung des Papstes den türkischen Sultan Bayezit II. als Beistand zu gewinnen. Die Sforza, die die geänderten Pläne Karls naturgemäß mit wenig Begeisterung aufnahmen, bemühten sich nun um eine Verständigung mit Alfons, die dieser aber schlicht ignorierte.
Im August 1494 brach Karl mit 40 000 Mann nach Italien auf. Im Oktober traf er in Pavia auf den schwerkranken Gian Galeazzo Sforza, der offensichtlich auf Befehl Ludovicos vergiftet worden war, und wenige Tage später starb. Am Silvestertag zog er als Eroberer in Rom ein, nachdem er dieses Datum abgewartet hatte, das ihm seine Astrologen als günstig geraten hatten – Rom war ursprünglich bereits Anfang Dezember eingeschlossen worden. (Dass zuvor bereits Teile der Stadtbefestigung ohne Feindeinwirkung zusammengebrochen waren, hatten wiederum die Römer als böses Omen interpretiert.)
Die von Alfonso unter dem Kommando seines Sohnes Ferrandino entsandten Truppen zur Unterstützung des Papstes hatten sich kampflos zurückgezogen. Während sich die Lage im Januar in Rom verschärfte – die Gegner des Papstes wollten von Karl die Einberufung eines Konzils und die Absetzung des Borgia-Papstes erreichen – verlor Alfons den Kopf und dankte im Januar 1495 zu Gunsten seines Sohnes ab, floh nach Sizilien, wo er sich in ein Kloster zurückzog und kurz darauf in Messina starb.

## Situation Neapels
Inzwischen gab sich Ferrandino als neuer Herrscher sehr leutselig und erreichte rasch eine so große Beliebtheit, die ihm bald zur Wiedererreichung des Thrones behilflich sein sollte.
Als Karl schließlich weiter Richtung Neapel zog, nachdem er sich mit dem Papst geeinigt hatte, bestieg Ferrandino am 22. Februar 1495 eine Galeere und zog sich nach Spanien zurück. Karl wurde zunächst bei seinem Einzug in Neapel als Befreier bejubelt, aber die Stimmung schlug rasch um, da sich die Besatzungstruppen in der Region versorgen mussten. Als zusätzlich Ludovica Sforza dem französischen König die Treue aufkündigte und im März eine „Heilige Abwehrliga“ unter Beitritt des Kaisers Maximilian mit den Spaniern und dem Papst zustande brachte, entschloss sich Karl bereits im Mai 1495 zum Rückzug. Verfolgt von einem Heer der Liga zogen die Franzosen hastig Richtung Heimat, wurden aber am 6. Juli 1495 bei Fornovo di Taro in der Nähe von Parma gestellt. Die Schlacht endete mit schrecklichen Verlusten auf beiden Seiten, aber die Franzosen konnten sich den Rückzug sichern. Bereits am 7. Juli zog Ferrandino (deutsch Ferdinand II.) wieder als König in Neapel ein, das Gastspiel des Hauses Valois auf dem neapolitanischen Thron war damit fürs Erste beendet. Doch bereits im Oktober 1496 starb Ferrandino ohne Nachkommen, und wie Zeitgenossen spöttisch anmerkten, offensichtlich beim Versuch, einen Erben zu zeugen. Auf dem Totenbett verfügte er, dass sein Onkel Federico d' Altamura ihm als König Friedrich I. von Neapel nachfolgen sollte.
Angesichts Alfonsos kurzer Regierungszeit fällt eine Beurteilung schwer. Er war zweifellos wie alle Herrscher seiner Zeit ein typischer Renaissance-Fürst – die Prachtentfaltung des neapolitanischen Hofes war weit über die Grenzen Italiens hinaus berühmt. Alfonso galt lange Zeit – vor allem durch die Chronisten seiner französischen Gegner – als „Ungeheuer“ auf dem Königsthron. Philippe de Commynes, ein Diplomat und Berater des französischen Königs, bezeichnete ihn als den wollüstigsten, grausamsten, gefräßigsten und boshaftesten Herrscher seiner Zeit. Zeitgenossen allerdings, die nicht dem feindlichen Lager angehörten, beschrieben ihn als gebildet, sachverständig, fromm, fleißig und gewissenhaft. Besonders wurden seine Fähigkeiten als Heerführer und seine körperliche Widerstandsfähigkeit bewundert. Tatsächlich hatte ihm sein Vater Ferdinand (ital. Ferrante) große Sorgfalt in der Erziehung angedeihen lassen, unter seinen Lehrern befanden sich berühmte Humanisten, wie Antonio Beccadelli, genannt il Panormita, und Giovanni Pontano.
Allerdings hatte Alfonso das Unglück, das Königreich Neapel als Spielball der europäischen Mächte vorzufinden. Die kinderlose neapolitanische Herrscherin Johanna II. hatte zunächst Alfons V. von Aragon, seinen Großvater, später aber Ludwig III. von Anjou zum Erben eingesetzt und damit zwei der damals um die europäische Hegemonie bestrebten Königshäuser auf den Plan gerufen, die in der Folge in Italien ihre Kämpfe mit ständig wechselnden Verbündeten austrugen (Italienische Kriege). Nach Johannas Tod hatte dann auch Papst Kalixt III. ein begehrliches Auge auf das Königreich geworfen. Der erste Borgia-Papst wollte das päpstliche Lehen seiner eigenen Familie zuschanzen, weshalb er sich weigerte, Alfonsos Vater, den unehelich geborenen Ferrante (Ferdinand I.) zu belehnen. Nur sein rascher Tod und die Wahl des mit Ferrantes Vater befreundeten Enea Silvio Piccolomini zum Papst Pius II. ermöglichten die Belehnung. Aber wo Alfonsos Vater Hartnäckigkeit und Tatkraft zeigte, verfiel Alfonso in Unentschlossenheit. Da Ferrante die Entmachtung seines Schwiegersohnes, des Herzogs von Mailands, nicht tatenlos hinnehmen wollte, „erbte“ Alfonso in Ludovico Sforza, dem Usurpator des Herzoghutes, einen gerissenen und skrupellosen Gegner, der vor nichts zurückschreckte. Der 1492 als Alexander VI. zum Papst gewählte Rodrigo Borja (ital. Borgia) nahm die Pläne seines Onkels Kalixt wieder auf und hoffte aus dem Streit zwischen Franzosen und Spaniern als lachender Dritter hervorzugehen.

## Nachkommen
Mit seiner ersten Frau Hippolyta Sforza hatte er folgende Kinder:
- König Ferdinand II. von Neapel (* 26. Juli 1469; † 7. Oktober 1496)
- Isabella von Aragón, Herzogin von Mailand, dann von Bari (* 1470; † 1524)
- Piero von Rossano, Fürst von Rossano (* 1472)

Mit seiner zweiten Frau Troggia Gazella hatte er zwei Kinder:
- Sancha von Aragon (* 1478 in Gaeta, † 1506 in Neapel)
- Alfons von Aragon, Fürst von Salerno (* 1481 in Neapel, † 1500 in Rom)